# Iluminação arquitetônica
A iluminação arquitetônica tem como função a visualização adequada do espaço arquitetônico, levando em consideração, as funções para que foram destinadas. Existem diversas tecnologias que permitem a correta iluminação do espaço urbano e espaço interno. Existem vários tipos de lâmpadas que produzem resultados distintos. Para um correto projeto de iluminação é necessário ter noções de luz e cor que estas lâmpadas produzem. Chama-se luminotécnica a parte que trata do estudo da iluminação.